# 靜態定位
靜態定位（英語：static positioning）屬於相對定位中的一種。同時使用兩個或更多個GPS接收器來接收相同衛星的訊號。座標為未知的移動站，相對於已知座標的固定基站是靜止的，或是雖然有移動，但是這種移動極為緩慢，以至於被認定為沒有移動。
已知座標的固定基站，與欲求得座標的移動站同時接收至少四個衛星訊號，連續接收一小時以上，適用於10公里以上的高精度控制網測量。靜態定位的精度在相對定位中是最高的。